# بیره ارمناز
بیره ارمناز (به عربی: بیرة أرمناز) یک روستا در سوریه است که در ناحیه ارمناز واقع شده‌است. بیره ارمناز ۳۲۰ نفر جمعیت دارد.